# ۲ خرس کوچک
۲ خرس کوچک یک ستاره است که در صورت فلکی قیفاووس قرار دارد.